# مات غرينبيرغ
مات غرينبيرغ (بالإنجليزية: Matt Greenberg)‏ هو كاتب ومنتج أمريكي، من أبرز أعماله 1408وHalloween H20: 20 Years Later.

## أعماله
في الكتابة
- The Killing Box (1995)
- The Prophecy II (1998)
- Halloween H20: 20 Years Later (1998)
- Reign of Fire (2002)
- 1408 (2007)
- The Spook's Apprentice (2009)
- Masters of Horror （Fair haired boy) (2005)

في الإنتاج
- (The Prophecy II (1998)
- The Crow: Salvation (2000)

## روابط خارجية
- مات غرينبيرغ على موقع IMDb (الإنجليزية)
- مات غرينبيرغ على موقع أول موفي (الإنجليزية)
- مات غرينبيرغ على موقع قاعدة بيانات الأفلام السويدية (السويدية)
- مات غرينبيرغ على موقع قاعدة بيانات الفيلم (الإنجليزية)
- مات غرينبيرغ على موقع كينوبويسك (الروسية)